# G-Funk Classics, Vol. 1: Ghetto Preacher
G-Funk Classics, Vol. 1: Ghetto Preacher – debiutancki album amerykańskiego rapera Nate Dogga. Został później wydany na kompilacji G-Funk Classics, Vol. 1 & 2.

## Lista utworów
1. "Hardest Man In Town" 4:07
2. "Intro To G-Funk (Comm. 1)" 2:13
3. "G-Funk" (featuring Isaac Reese & Nancy Fletcher) 4:44
4. "First We Pray" (featuring Kurupt & Isaac Reese) 4:07
5. "My World" (featuring Nancy Fletcher) 4:21
6. "Crazy, Dangerous" (featuring Six Feet Deep & Nancy Fletcher) 2:33
7. "These Days" (featuring Daz Dillinger & Fuskee) 5:00
8. "Bag O'Weed" (featuring Tray Deee & Fuskee) 4:34
9. "Dirty Hoe's Draws" (featuring Big Chuck, L.T. Hutton, Salim & Val Young) 5:50
10. "Scared Of Love" (featuring Butch Cassidy) 5:27
11. "Me & My Homies" (featuring 2Pac & Nancy Fletcher) 4:09
12. "Because I Got A Girl" 3:49
13. "My Money" (featuring The Lady of Rage & Nancy Fletcher) 4:51
14. "Never Leave Me Alone" (featuring Snoop Dogg & Val Young) 5:56
15. "Last Prayer (Comm. 2)" 2:09
16. "Where Are You Going?" (featuring Pamela Hale) 5:59